# اورگه
اورگه (به لاتین: Ürgə، پیش‌تر Marso) یک منطقه مسکونی در جمهوری آذربایجان است که در شهرستان لنکران واقع شده‌است. اورگه ۱۸۱۷ نفر جمعیت دارد.
این آبادی در دهه ۱۹۶۰ میلادی در کرانه دریای کاسپین با عنوان مزرعه دولتی مارسو ایجاد شد و بیش‌تر ساکنان آن از شهرستان‌های لریک و یاردیملی به آن کوچ کردند.

## دین
در مسجد جامع این روستا یک هیئت مذهبی وجود دارد.